# Придніпровськ (станція)
Придніпрóвськ — вантажна залізнична станція Дніпровської дирекції Придніпровської залізниці на відгалуженій лінії Нижньодніпровськ-Вузол — Придніпровськ. Розташована на лівому березі річки Дніпро у Самарському районі у житловому масиві Придніпровський міста Дніпро.
Відстань до головної вузлової сортувальної вантажно-пасажирської залізничної станції Нижньодніпровськ-Вузол — 6 км.

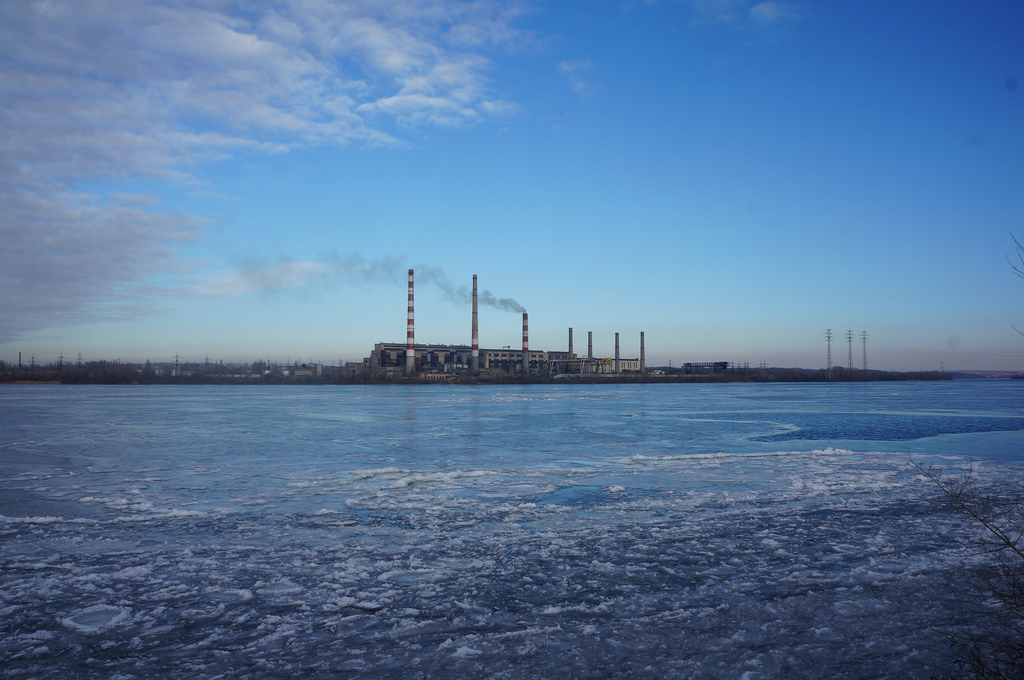
Краєвид на Придніпровську ТЕС

Станція Придніпровськ обслуговує Придніпровську ТЕС.
Пасажирське сполучення відсутнє.